# L.A.’s Finest
L.A.’s Finest – amerykański serial (dramat kryminalny) wyprodukowany przez Sony Pictures Television, Jerry Bruckheimer Television, The Brandons oraz Green Eggs and Pam Productions, który jest spin-off kinowej serii Bad Boys. Serial jest emitowany od 13 maja 2019 roku przez Spectrum Originals.
W Polsce serial jest emitowany od 2 października 2019 roku przez AXN.
Serial opowiada o wspólnej pracy dwóch detektywów: Sydney „Syd” Burnett i Nancy McKenna, które razem walczą z najgroźniejszymi bandytami w Los Angeles.

## Obsada

### Główna
- Gabrielle Union jako Sydney „Syd” Burnett
- Jessica Alba jako Nancy McKenna[3]
- Duane Martin jako Ben Baines[4]
- Zach Gilford jako Ben Walker[4]
- Ryan McPartlin jako Patrick McKenna[5]
- Sophie Reynolds jako Isabel McKenna[6]
- Ernie Hudson jako Joseph Burnett[7]

### Role drugoplanowe
- Barry Sloane jako Dante Sherman[8]
- Zach McGowan jako Ray Sherman
- Jake Busey jako Bishop Duvall
- Rebecca Budig jako Carlene Hart
- Laz Alonso jako Warren Hendrix

## Odcinki
Sezon 1
| Nr | #  | Tytuł                  | Reżyseria      | Scenariusz                        | Premiera w Spectrum Originals | Premiera w AXN       |
| -- | -- | ---------------------- | -------------- | --------------------------------- | ----------------------------- | -------------------- |
| 1  | 1  | Pilot                  | Anton Cropper  | Brandon Margolis, Brandon Sonnier | 13 maja 2019                  | 2 października 2019  |
| 2  | 2  | Defiance               | Anton Cropper  | John Dove, Pam Veasey             | 13 maja 2019                  | 9 października 2019  |
| 3  | 3  | Con Air                | Antonio Negret | Brandon Margolis, Brandon Sonnier | 13 maja 2019                  | 16 października 2019 |
| 4  | 4  | Déjà Vu                | Antonio Negret | Andrea Thornton Bolden            | 20 maja 2019                  | 23 października 2019 |
| 5  | 5  | Farewell...            | Eagle Egilsson | J.L. Tiggett                      | 20 maja 2019                  | 30 października 2019 |
| 6  | 6  | ...My Lovely           | Janice Cooke   | Diana Mendez                      | 27 maja 2019                  | 6 listopada 2019     |
| 7  | 7  | Book of Secrets        | Anton Cropper  | Brandon Margolis, Brandon Sonnier | 27 maja 2019                  | 13 listopada 2019    |
| 8  | 8  | Dead Men Tell No Tales | Anton Cropper  | John Dove                         | 3 czerwca 2019                | 20 listopada 2019    |
| 9  | 9  | Dangerous Minds        | Nathan Hope    | Pam Veasey                        | 3 czerwca 2019                | 27 listopada 2019    |
| 10 | 10 | Enemy of the State     | Anton Cropper  | Carol Bass, Megan McNamara        | 10 czerwca 2019               | 4 grudnia 2019       |
| 11 | 11 | Thief                  | Lexi Alexander | Marisa Tam                        | 10 czerwca 2019               | 11 grudnia 2019      |
| 12 | 12 | Armageddon             | Janice Cooke   | John Dove, J.L. Tiggett           | 17 czerwca 2019               | 18 grudnia 2019      |
| 13 | 13 | Bad Girls              | Anton Cropper  | Brandon Margolis, Brandon Sonnier | 3 czerwca 2019                | 25 grudnia 2019      |

Sezon 2
| Nr | #  | Tytuł                            | Reżyseria             | Scenariusz                        | Premiera w Spectrum Originals | Premiera w AXN |
| -- | -- | -------------------------------- | --------------------- | --------------------------------- | ----------------------------- | -------------- |
| 14 | 1  | The Curse of the Black Pearl     | Anton L. Cropper      | Brandon Margolis, Brandon Sonnier |                               |                |
| 15 | 2  | The Lone Ranger                  | Anton L. Cropper      | John Dove                         |                               |                |
| 16 | 3  | Thief of Hearts                  | Lisa Campbell Demaine | Marisa Tam                        |                               |                |
| 17 | 4  | Beverly Hills Cops               | Solvan Naim           | Aaron Carew                       |                               |                |
| 18 | 5  | Gone in 60 Seconds               | Ray Daniels           | Michael Ballin, Thomas Aguilar    |                               |                |
| 19 | 6  | Maverick                         | Ruben Garcia          | Megan McNamara                    |                               |                |
| 20 | 7  | March or Die                     | Brandon Sonnier       | Pam Veasey                        |                               |                |
| 21 | 8  | Bad Company                      | Anton L. Cropper      | John Dove                         |                               |                |
| 22 | 9  | Kangaroo Jack                    | Anna Mastro           | Carol Bass                        |                               |                |
| 23 | 10 | Deliver Us from Evil             | Anton L. Cropper      | Aaron Carew, Marisa Tam           |                               |                |
| 24 | 11 | Rafferty and the Gold Dust Twins | Darren Grant          | Barry L. Levy                     |                               |                |
| 25 | 12 | Coyote Ugly                      | Erica Watson          | Michael Ballin, Thomas Aguilar    |                               |                |
| 26 | 13 | For Life                         | Antonio Negret        | Brandon Margolis, Brandon Sonnier |                               |                |

## Produkcja
Pod koniec stycznia 2018 roku poinformowano, że Ernie Hudson otrzymał rolę Josepha Burnetta, ojca Sydney. W kolejnym miesiącu do obsady dołączyli: Zach Gilford i  Duane Martin. W marcu 2018 roku poinformowano, że Jessica Alba oraz Ryan McPartlin zagrają w spin-offie serialu. 27 czerwca 2018 roku Spectrum Originals ogłosiła zamówienie pierwszego sezon serialu. We wrześniu 2018 roku ogłoszono, że Barry Sloane i Sophie Reynolds dołączyli do obsady dramatu. 15 czerwca 2019 roku stacja Spectrum Originals przedłużyła serial o drugi sezon.